# John Kurila
John Kurila (Glasgow, 10 aprile 1941 – 6 marzo 2018) è stato un calciatore scozzese, di ruolo centrocampista.

## Carriera
Esordisce tra i professionisti nella stagione 1958-1959 con il Celtic, all'età di 17 anni; rimane agli Hoops per tre stagioni, nelle quali gioca però in totale solamente 5 partite nella prima divisione scozzese; nel 1962 gioca poi in Canada nella Eastern Canada Professional Soccer League con gli Hamilton Steelers. Va poi a giocare in Inghilterra, dove nella stagione 1962-1963 vince il campionato di terza divisione con il Northampton Town, con cui realizza una rete in 40 presenze. Dopo un'ulteriore periodo in Canada, nel 1963 gioca ulteriori 6 partite nella terza divisione inglese con il Bristol City.
Fa quindi ritorno al Northampton Town, con cui nella stagione 1963-1964 conquista la prima promozione in prima divisione nella storia del club: l'anno seguente, concluso con un'immediata retrocessione in seconda divisione, realizza una rete in 20 presenze in prima divisione; rimane poi nel club fino al 1968, quando si trasferisce in terza divisione al Southend Utd, con cui nell'arco di un biennio realizza una rete in 88 partite di campionato. In seguito gioca per due stagioni in quarta divisione con Colchester Utd e Lincoln City, per poi chiudere la carriera nei semiprofessionisti dell'Atherstone.

## Palmarès

### Club

#### Competizioni nazionali
- Third Division: 1

Northampton Town: 1962-1963